# Sanmenia zhengi
Sanmenia zhengi är en art spindel som först beskrevs av Hirotsugu Ono och Daxiang Song 1986. Arten ingår i släktet Sanmenia och familjen krabbspindlar. Inga underarter finns listade i Catalogue of Life.